# BloodRayne (film)
BloodRayne is een Duits-Amerikaanse fantasyfilm uit 2005 onder regie van Uwe Boll, gebaseerd op het gelijknamige computerspel. De productie werd in 2007 vervolgd met BloodRayne 2: Deliverance en in 2011 met BloodRayne: The Third Reich.
BloodRayne werd genomineerd voor Razzie Awards voor slechtste film, slechtste script, slechtste regisseur, slechtste actrice (Kristanna Loken), slechtste bijrolspeler (Ben Kingsley) en slechtste bijrolspeelster (Michelle Rodríguez).

## Verhaal
Het verhaal speelt zich af in 18de-eeuws Roemenië. Rayne, een jonge dhampir (half mens, half vampier), wil de moord en verkrachting van haar moeder door de vampier Kagan wreken. Ze is opgegroeid in een circus en kent haar krachten nog niet, maar dat verandert wanneer ze voor het eerst menselijk bloed proeft. Ze verandert in een bloeddorstige vampierenjager en wordt door andere jagers ingezet om een aantal levensgevaarlijke monsters te vernietigen.

## Rolbezetting
| Acteur              | Personage |
| ------------------- | --------- |
| Kristanna Loken     | Rayne     |
| Michelle Rodríguez  | Katarin   |
| Matthew Davis       | Sebastian |
| Ben Kingsley        | Kagan     |
| Michael Madsen      | Vladimir  |
| Billy Zane          | Elrich    |
| Will Sanderson      | Domastir  |
| Udo Kier            | Monnik    |
| Meat Loaf           | Leonid    |
| Michael Paré        | Iancu     |
| Madalina Constantin | Amanda    |